# Abbottabad (Distrikt)
Der Distrikt Abbottabad (Urdu ضلع ایبٹ آباد; paschtunisch ايبټ اباد ولسوالۍ) ist ein Distrikt in der pakistanischen Provinz Khyber Pakhtunkhwa. Die Hauptstadt ist Abbottabad. Eine weitere Stadt ist Havelian.

## Ursprung des Namens
Abbottabad wurde nach dem britischen Offizier James Abbott benannt.

## Unterteilungen
Der Distrikt wird in 57 Subdistrikte geteilt:
| - Bagnotar - Bakot - Banda Pir Khan - Bandi Atai Khan - Baldehri - Berin gali - Birote Kalan - Birot Khurd - Boi - Chamad - Chamhati - Chamyali | - Dalola - Dewal Manal - Dhamtore - Garhi Phulgran - Goreeni - Havelian - Jarral - Jhangi - Jhangra - Kakul - Kathwal - Kokal | - Kothiala - Kukmang - Lakhala - Langra - Langrial - Lora - Majuhan - Malkot - Moolia - Nagri Bala - Nagri Tutial - Nambal | - Namli Maira - Nara - Nathia Gali - Palak - Pattan Kalan - Pattan Khurd - Pawa - Phalkot (Dhaki Khaiter) - Phalkot (Malsa) - Phalla - Pind Kargo Khan - Rahi | - Rajoya - Salhad - Sarbhana - Seer Gharbi - Sheikh-ul-Bandi - Sherwan - Tajwal - Tarnawai - Thathi Faqir Sahib |